# 中国大陆对维基媒体的封锁
中国大陆对维基媒体的封锁是指中华人民共和国政府及中国大陆境内的网络运营商自2004年6月起通过技术手段，使得中国大陆的网民不能正常访问维基媒体基金会旗下部分或全部项目网站的行为。其中受影响最大的项目是中文维基百科。這些封鎖發生前没有任何部門给予預警，而發生後也沒有解释原因。每次封鎖都在相當程度上拖滯了维基媒体计划的使用者和内容数量的成長，引起网民与媒体的关注。外界普遍认为这是中国政府对維基媒体基金会项目中的威胁到中国共产党的统治地位的政治敏感内容进行审查与屏蔽所导致。

## 首次封锁前
2004年3月中国青年报曾经对维基百科作出积极评价，认为网站是分享知识的一种新的方式。

## 封锁历史

### 2004-2008年：数次封锁和解封

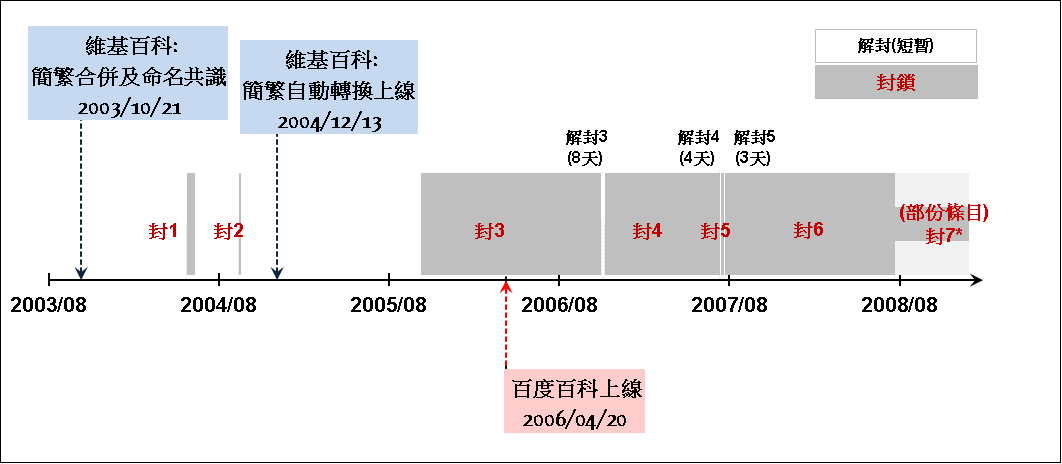
中国大陆封锁维基百科時間表及百度百科發起日的比較（2003-2008）

2004年6月3日，维基百科在中国大陆某些城市（如北京）被封锁，但维基词典还可以使用。6月11日，其它维基媒体旗下项目被封锁。6月17日，IP地址封锁似乎已经解除，但仍无法正常进入网站。6月18日，中文版以外的维基百科已经全部解除了封锁，中文版状态不明。6月20日，北京对中文维基百科的访问似乎仍不正常。6月21日，此次封锁被解除。9月23日，维基百科遭遇局部封锁，部分用户在浏览维基百科时遇到浏览不稳定的问题。

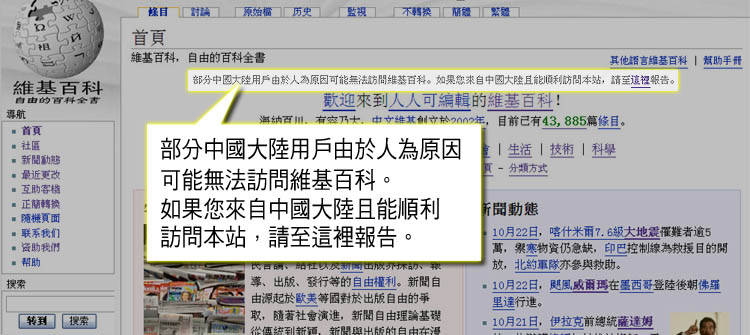
中文維基百科在封鎖時的首頁歡迎語上加上被中國政府封鎖的告示（2005年10月）

2005年10月19日，所有的维基媒体项目遭遇封锁，原因不明。当日17时许（UTC+8）有用户发现无法正常訪問包括维基百科在内的維基媒体的所有项目。為了解受影響的程度，中文维基百科于19日晚在首頁頂部放置通知条，请求来自中国大陆的维基用戶在專門頁面中报告访问狀況，根據用户的反馈，此次封鎖遍及整个中國大陆。
2006年11月9日，大量用户反馈中文维基百科已被解除封锁，这是2005年10月19日封锁长达一年多以来中国大陆首次可以重新访问。
2007年6月15日，除中文维基百科以外的所有语言版本的维基百科以及其他维基媒体项目网站被解除封锁，但也有用户指出此次恢复访问是因为韩国维基服务器群更改了IP地址。与此同时，美国的维基媒体服务器群仍然无法访问。
2008年4月，除中文维基百科以外，其它语言版本均被解除封锁。

### 2010-2013年：针对中文维基媒体项目和加密连接的封锁
2010年11月28日，中文维基文库遭到HTTP连接重置封锁。
2012年初，中文维基新闻遭到封锁，方式为HTTP连接重置和DNS污染。

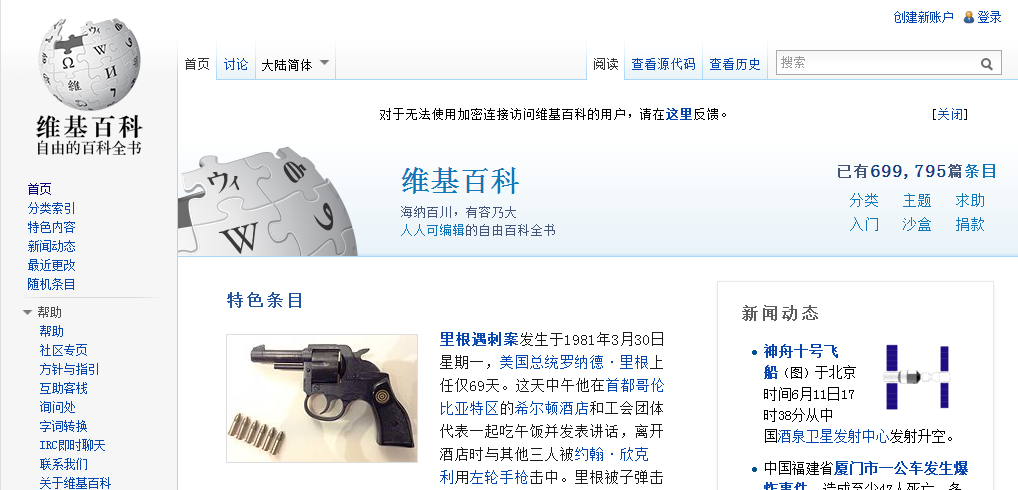
中文維基百科在2013年6月封鎖時的首頁歡迎語上加上被封鎖的告示。（2013年6月12日）

2013年5月底，各国语言维基百科的加密版在中国大陆开始无法访问。
2013年12月19日，由于各国语言维基百科域名的CNAME记录调整，中国大陆用户可以直接访问各国语言维基百科的加密版和不含敏感词的明文版页面。

### 2015-2019年：针对特定语种维基百科的封锁，封锁方式升级
| 日期           | 封锁目标             | 封锁方式                       |
| -------------- | -------------------- | ------------------------------ |
| 2015年5月19日  | 中文                 | HTTP连接重置和DNS污染          |
| 2015年5月      | 粤语、吴语、维吾尔语 | HTTP连接重置和DNS污染          |
| 2015年12月4日  | 所有语种             | 阻断IP地址443端口，TLS握手干扰 |
| 2017年12月28日 | 日文桌面版           | HTTP连接重置和DNS污染          |
| 2018年初       | 日文移动版           | HTTP连接重置和DNS污染          |
| 2018年8月24日  | 中文、日文、维吾尔文 | SNI检测方式阻断域名            |
| 2018年9月29日  | 英文                 | HTTP连接重置封锁               |

### 2019年至今：所有语种维基百科被完全屏蔽，封锁范围持续扩大
| 日期          | 封锁目标                                                                                  | 封锁方式                                 |
| ------------- | ----------------------------------------------------------------------------------------- | ---------------------------------------- |
| 2019年4月23日 | 维基百科全站 (*.wikipedia.org)                                                            | DNS污染                                  |
| 2019年4月24日 | 维基百科全站                                                                              | 新增SNI阻断方式封锁                      |
| 2019年5月8日  | 维基媒体旗下其他主要项目（如维基共享资源、元维基、维基词典等）                            | DNS污染                                  |
| 2019年6月10日 | 维基共享资源移动版                                                                        | DNS污染                                  |
| 2019年7月     | 英文维基新闻                                                                              | DNS污染                                  |
| 2019年7月     | 中文维基语录桌面版                                                                        | DNS污染、基于SNI的HTTPS连接重置          |
| 2019年10月    | 中文维基语录移动版                                                                        | 未知                                     |
| 2019年11月    | 中文维基学院移动版                                                                        | DNS污染                                  |
| 2019年12月    | 中文维基学院桌面版、维基共享资源桌面版                                                    | DNS污染                                  |
| 2019年12月    | 位于美国旧金山的维基媒体基金会服务器IPv4地址（198.35.26.96）                              | IP封锁，导致维基媒体所有网站无法直接访问 |
| 2020年5月     | 位于新加坡（103.102.166.224）和美国阿什本（208.80.154.224）的维基媒体基金会服务器IPv4地址 | IP封锁                                   |

2020年10月24日，浙江省舟山市一男子被警方查获。当局指，他使用翻墙软件“蓝灯”在维基百科上搜索资料，被警方上门“查水表”。消息指，这是中国大陆首例有人因浏览维基百科而被明确处罚的案件。浙江省委官网日前发布公告称，该名男子于2019年上半年至2020年10月，通过百度搜索翻墙软件“蓝灯”下载安装后，多次使用翻墙软件“非法访问维基百科获取讯息”，并于24日被警方抓获，官方公告上亦列出了该名男子的姓名和住址。
主要违法事实：2019年上半年至2020年10月期间，张韬通过百度搜索到翻墙软件“LANTERN”并进行下载，多次利用“LANTERN”翻墙软件非法访问维基百科网站查询资料。2020年10月24日，张韬在定海区环南街道名竹苑X幢X单元X室被公安机关查获。
行政处罚的种类和依据：本分局认为，张韬为了查询有关资料，擅自非法使用手机翻墙软件访问国际网络，其行为已构成：擅自建立、使用非法定信道进行国际联网，依法应当给予行政处罚。根据《中华人民共和国计算机信息网络国际联网管理暂行规定》第六条、第十四条之规定，综合本案情节，决定给予张韬警告的行政处罚，并责令其当场停止非法连接国际网络。
行政处罚的执行方式和期限：当场训诫。——浙江省舟山市公安局定海区分局解放路派出所，浙江政务服务网

## 各方反應

### 吉米·威爾士
2004年7月，維基百科計划的創始人吉米·威爾士（Jimmy Wales）在一次訪談中提到：
封鎖維基百科，將是對審查者的極大諷刺，因為我們不是他們宣稱的任何一種審查對象；審查維基百科等於承認，恰恰是中立的事實資料令其擔驚受怕。我們不是政治宣傳機器，我們不是網路賭博，我們不是色情。我們是一部百科全書。
2005年10月维基媒体第三次被封锁后，吉米·威爾士歸納了其在突尼斯「信息社会世界峰会」演講中提出的論點：
一、維基百科對中國政府既不批評亦不支持。維基百科並非為政治異見者亦非為政府支持者所開設的網站。我們是中立的。維基百科的中立觀點政策是堅定不移的。維基百科不可能被描述為反中國政府——除非中國政府意欲說明：中立資訊是反中國政府的——而我認為這完全不是他們想要表達的。
二、現在的情況，並不僅僅是中國民眾無法瀏覽維基百科（其中大部份內容也與政治或敏感題目完全無關）；現在的情況，是只要維基百科仍被封鎖，中國民眾就無法表達他們的觀點與文化，無論是在中文維基百科、還是英文維基百科、還是其他任何語言版。曾有人向我反映過，中国大陆的維基編者常常有較多「大陸觀點」，而居於台灣或香港的華人較少有此種傾向，因此，中國政府的審查行為反而是不幸將世界各種事務中的大陸視角審查掉。
中國政府對外部批評言論進行審查一事固然可加以批評。但我的立論與此毫不相關，因為我們並非中國政府的批評者。我剛才闡述過的論點是，在中國封鎖維基百科，恰恰造成意料外的反面效果：封鎖中國以外的世界，使他們茫然無聞中國人的聲音及見解。
2013年8月，威爾士在香港参加维基媒体国际大会时表示，维基百科宁愿放弃在中国开展业务，也不愿接受中国方面任何形式的互联网审查。

2015年12月2日，吉米·威尔士在吉隆坡举行的“Leadership Energy Summit Asia 2015”会议上宣称，自己将在两周之内飞往北京，游说中国政府对中文维基百科进行解封。其后在乌镇由中国国家互联网信息办公室举办的第二届世界互联网大会上，表示
We will see, not perfect, but very much improved machine translation, which will very much enhance person-to-person communication worldwide. This will be a very powerful thing. I believe as a result of this, the idea that any one government can control the flow of information of what people know in their territory will become completely antiquated and no longer possible.

（我们将看到机器翻译虽然不完美，但得到了很大的改进，这将极大地增强全球范围内的人与人之间的交流。这将是一件非常强大的事情。我相信这样做的结果──任何政府想要控制信息流的想法都将过时，而且不可能做到。）
然而在场翻译却将其话最后一句译为“还有就是政府能够在各自的领域当中对人们互相之间的沟通进行很好的分析。”
2018年7月19日，吉米·威爾斯在台灣參加亞太經濟合作會議數位創新論壇（DIF）並介紹個人新創辦的網站Wikitribune。吉米·威爾斯於接受媒體访问時表示，會持續和中國政府溝通，期望早日解除中國大陸對維基百科的封鎖。威爾斯重申，不會為了進入中國市場而放棄長久堅持的原則，並舉出一位台灣維基志工與中國大陸使用者交流的例子，威爾斯認為這樣的互動能帶來進步，兩岸人民要有更多的對話與接觸，才可以化解歧見、增進彼此之間的了解，最終找出解決對立之道。

### 求闻百科
求闻百科创立者们认为：封锁是由于维基百科长期以来在中华人民共和国政府的话题和条目下出现了种种违背中立性的原则性问题与争论。

### 担忧
香港報紙專欄作家黃世澤表示，這些封鎖可能會使維基媒体的香港、澳門和台灣用戶以各自的生活方式和思想習慣編輯，最終使得他們與在中國大陸的用戶距離愈來愈遠。並且這種由中國政府造成兩地文化分裂，可能再次使得中文維基项目分裂為繁體中文版和簡體中文版。長遠來说可能會影響未來年輕一代做好海峽兩岸交流互通有無，以及使兩岸三地的整合變得更加困难。